# Renate Stegmüller
Renate Stegmüller (* 1946 in München) ist eine deutsche Journalistin und Dokumentarfilmerin.

## Leben und Wirken
Stegmüller absolvierte ein Studium der Politikwissenschaften, Neueren Geschichte und Philosophie, das sie 1976 mit einer Promotion zur „Westpolitik der Deutschen Demokratischen Republik“ abschloss.
Während des Studiums betätigte sie sich als Hörfunkjournalistin, danach als Verlagslektorin. Seit 1977 arbeitet sie als freie Filmemacherin und Produzentin. Ab 1999 war sie Redakteurin in der Redaktion Dokumentarfilm des Bayerischen Rundfunks. 1999 erhielt sie für die Fernsehdokumentation Auf der Suche nach den verlorenen Kindern. Aidswaisen in Zimbabwe einen Medienpreis der Deutschen AIDS-Stiftung.

## Filmografie
Quellen:
- 1983: Schnelles Geld
- 1995: Luce, Wanda, Jelena – Es war nicht ihr Krieg
- 1998: Die armen Prinzessinnen
- 1998: Auf der Suche nach den verlorenen Kindern. Aidswaisen in Zimbabwe
- 2003: Tagelöhner
- 2006: Das Münchner Waisenhaus